# Jules François Émile Krantz
Jules François Émile Krantz (ngày 29 tháng 12 năm 1821 – ngày 25 tháng 2 năm 1914) là sĩ quan hải quân và chính khách người Pháp. Sử nhà Nguyễn gọi ông bằng cái tên Ca Răng (哥𪘵).

## Tiểu sử
Jules François Émile Krantz chào đời 29 tháng 12 năm 1821 tại Givet, yêu thích hàng hải nên nhập học trường hải quân và tốt nghiệp vào năm 1837, ban đầu là lính thủy phục vụ ngoài khơi bờ biển phía tây châu Phi rồi sau chuyển sang Địa Trung Hải và Brasil. Sau trở thành chuyên viên hàng hải trên tàu Borda (1852). Ông làm thuyền trưởng tàu Ténare trong chiến tranh Krym, tham gia các cuộc tấn công vào Sebastopol và bán đảo Kinbourn. Sau đó, ông được chính phủ Pháp cử đến Nam Kỳ (1858–1859) và Biển Hoa Nam cùng Nhật Bản (1862–1864, tại đây ông từng tham gia cuộc pháo kích Bành Hồ). Về sau ông lên làm chỉ huy pháo hạm Louis XIV tại Cherbourg vào năm 1869.
Ông chỉ huy sư đoàn hải quân trên Biển Đông năm 1873 và trở thành quyền Thống đốc Nam Kỳ từ ngày 16 tháng 3 đến ngày 30 tháng 11 năm 1874. Ông còn tham gia Chiến tranh Pháp–Phổ, lãnh đạo lực lượng thủy quân lục chiến tại pháo đài d'Ivry. Năm 1877, ông được thăng chức Phó Đô đốc rồi sau trở thành trưởng quan hàng hải Toulon vào tháng 10 năm 1879. Ít lâu sau, ông nhậm chức tham mưu trưởng kiêm Bộ trưởng Bộ Hải quân và Thuộc địa từ ngày 5 tháng 1 năm 1888 đến ngày 22 tháng 2 năm 1889, sau đó là Bộ trưởng Bộ Hải quân từ ngày 19 tháng 3 năm 1889 đến ngày 17 tháng 3 năm 1890.
Jules François Émile Krantz qua đời ngày 25 tháng 2 năm 1914 ở gần Toulon.